# أبان بن كثير الكوفي
أبان بن كثير العامري الغنوي الكوفي. هو راوي شيعي كوفي. ذكر الأمين أن الطوسي ذكره وعدَّه من رجال الصادق. والعامري نسبة إلى عامر بن صعصعة بن معاوية بن بكر بن هوازن، وأمه هي عمرة بنت عامر بن الظرب، والغنوي نسبة إلى غني على فعيل حي من غطفان كذا في الصحاح والقاموس وقيل إن الذي ذكره أئمة الأنساب أنه غني بن أعصر، وأعصر هو بن سعد بن قيس بن عيلان، وغطفان من سعد بن قيس بن عيلان كما قاله الجوهري نفسه فأعصر أخو غطفان وباهلة وغني أبناء أعصر فليس غني حياً من غطفان كما توهم.

### كتب
- أعيان الشيعة. محسن الأمين، طبع بيروت - لبنان، تاريخ الطبع مفقود، منشورات دار التعارف.

### إشارات مرجعية
1. ↑  
الأمين، محسن. أعيان الشيعة - ج2. ص. 103. مؤرشف من الأصل في 2019-12-08.